# Palazzo Cavallara-Pavesi
Palazzo Cavallara-Pavesi è un edificio storico situato nel centro di Piubega, in provincia di Mantova.
Il palazzo risale alla seconda metà del Cinquecento e fu la residenza di Giovanni Battista Cavallara, medico del luogo e alla corte di Guglielmo Gonzaga, duca di Mantova.
L'edificio è stato donato alla comunità piubeghese dal suo ultimo proprietario e concittadino, l'ingegnere Mario Pavesi, scomparso nel 2017. Verrà adibito a sede museale e accoglierà il risultato degli scavi archeologici effettuati nell'area dei comuni limitrofi.

## Raccolta archeologicaPostumiae Antiquarium
Dal 2018, su iniziativa del comune di Piubega, il palazzo ospiterà una raccolta archeologica, con oggetti rinvenuti nel territorio e nel comprensorio mantovano fra Oglio, Chiese, Osone e Mincio.